# Nymphon basispinosum
Nymphon basispinosum is een zeespin uit de familie Nymphonidae. De soort behoort tot het geslacht Nymphon. Nymphon basispinosum werd in 1942 voor het eerst wetenschappelijk beschreven door Hilton. 